# Unione Sportiva Avellino 1912 2015-2016
Questa voce raccoglie le informazioni riguardanti l'Unione Sportiva Avellino 1912 nelle competizioni ufficiali della stagione 2015-2016.

## Stagione
Nella stagione 2015-2016 l'Avellino disputa il diciassettesimo campionato di Serie B della sua storia. Raccoglie 49 punti con il quattordicesimo posto finale. Allenato da Attilio Tesser disputa un discreto girone di andata, chiuso in ottava posizione con 31 punti. Poi nel girone di ritorno si ferma, facendo peggio di tutti, con soli 18 punti ottenuti. Si salva grazie al fieno messo in cascina nella prima parte del torneo. A fine marzo il tecnico viene sostituito da Dario Marcolin che ottiene un solo punto in cinque partite, si ritorna quindi da Attilio Tesser fino al termine del campionato. Miglior marcatore dei lupi irpini in questa stagione il congolese Benjamin Mokulu autore di 12 reti in campionato. Nella Coppa Italia Tim Cup la squadra biancoverde entra in scena nel secondo turno superando (3-0) la Casertana, poi nel terzo turno incrocia il Palermo, che si impone (2-1) al Barbera.

## Divise e sponsor
Lo sponsor tecnico per la stagione 2015-2016 è Givova, mentre lo sponsor ufficiale è Gruppo Taccone.
| Casa | Trasferta | Terza Divisa | Portiere | Portiere (2) |

## Organigramma societario
Area direttiva
- Presidente: Walter Taccone
- Vicepresidente: Michele Gubitosa
- Direttore generale: Massimiliano Taccone
- Consiglio di Amministrazione: Walter Taccone, Michele Gubitosa, Massimiliano Taccone
- Collegio sindacale: Pasqualino Vuolo
- Direttore sportivo: Enzo De Vito

Area organizzativa
- Segretario generale: Tommaso Aloisi
- Team manager: Christian Vecchia
- Responsabile legale: Franco Maurizio Vigilante
- Responsabile amministrativo: Studio De Vita
- Segreteria amministrativa: Maddalena Festa
- Responsabile marketing: Sergio De Piano, poi Roberto Di Gennaro
- Responsabile biglietteria e Tessera del Tifoso: Giuseppe Musto
- Responsabile rapporti istituzionali e SLO: Luigi Lallo
- Addetto all'arbitro: Alfonso Della Rocca
- Delegati alla sicurezza: Orlando Formoso, Marciano D'Avino
- Magazzinieri: Amerigo Gengaro, Massimiliano Sperduto
- Custode: Umberto Coppola

Area tecnica
- Allenatore: Attilio Tesser, poi Dario Marcolin, poi Attilio Tesser
- Allenatore in seconda: Mark Tullio Strukelj, poi Giuseppe Irrera, poi Mark Tullio Strukelj
- Preparatore dei portieri: Leonardo Cortiula
- Preparatore atletico: Ivano Tito
- Collaboratore tecnico: Paolo Pagliuca
- Responsabile settore giovanile: Enzo Vito
- Allenatore Primavera: Alfredo Pollio, poi Gennaro Iezzo, poi Antonio Iandolo
- Allenatore Allievi: Gerardo Silano, poi Piero Lo Gatto
- Allenatore Giovanissimi: Antonio Mogavero, poi Pino Micheli

Area sanitaria
- Responsabile: Vincenzo Rosciano
- Medico sociale: Gaetano Iovino
- Recupero infortunati: Nicola Agosti
- Massaggiatori: Antonio Bellofiore, Alessandro Picariello

Area comunicazione
- Addetto stampa: Beniamino Pescatore

## Rosa
| N. |                         | Ruolo | Calciatore                     |
| -- | ----------------------- | ----- | ------------------------------ |
| 1  | Italia (bandiera)       | P     | Pierluigi Frattali             |
| 2  | Romania (bandiera)      | D     | Constantin Nica                |
| 3  | Italia (bandiera)       | A     | Gennaro Tutino                 |
| 5  | Italia (bandiera)       | D     | Davide Biraschi                |
| 6  | Italia (bandiera)       | C     | Davide Gavazzi                 |
| 7  | Italia (bandiera)       | A     | Francesco Tavano               |
| 8  | Italia (bandiera)       | C     | Angelo D'Angelo (capitano)     |
| 9  | RD del Congo (bandiera) | A     | Benjamin Mokulu                |
| 10 | Italia (bandiera)       | A     | Luigi Castaldo (vice capitano) |
| 11 | Italia (bandiera)       | C     | Antonio Zito                   |
| 11 | Italia (bandiera)       | D     | Raffaele Pucino                |
| 12 | Italia (bandiera)       | P     | Tommaso Bianco                 |
| 13 | Italia (bandiera)       | D     | Pietro Visconti                |
| 14 | Italia (bandiera)       | D     | Alessandro Ligi                |
| 14 | Italia (bandiera)       | D     | Francesco Pisano               |
| 15 | Belgio (bandiera)       | A     | Mohamed Soumaré                |
| 16 | Italia (bandiera)       | D     | Simone Petricciuolo            |
| 16 | Portogallo (bandiera)   | A     | João Silva                     |
| 17 | Rep. Ceca (bandiera)    | D     | Milan Nitrianský               |
| 17 | Senegal (bandiera)      | A     | Mouhamadou Dioum               |

| N. |                    | Ruolo | Calciatore        |
| -- | ------------------ | ----- | ----------------- |
| 18 | Italia (bandiera)  | C     | Eros Schiavon     |
| 18 | Italia (bandiera)  | A     | Enrico Ventola    |
| 19 | Italia (bandiera)  | D     | Angelo Rea        |
| 20 | Italia (bandiera)  | A     | Roberto Insigne   |
| 21 | Brasile (bandiera) | C     | Rômulo Togni      |
| 21 | Italia (bandiera)  | C     | Alessandro Sbaffo |
| 22 | Italia (bandiera)  | P     | Daniel Offredi    |
| 23 | Francia (bandiera) | D     | Maxime Giron      |
| 23 | Italia (bandiera)  | C     | Fabrizio Paghera  |
| 24 | Italia (bandiera)  | C     | Guido D'Attilio   |
| 25 | Italia (bandiera)  | C     | William Jidayi    |
| 26 | Italia (bandiera)  | A     | Demiro Pozzebon   |
| 26 | Belgio (bandiera)  | C     | Samuel Bastien    |
| 27 | Italia (bandiera)  | D     | Marco Chiosa      |
| 28 | Italia (bandiera)  | A     | Domenico Cuomo    |
| 28 | Belgio (bandiera)  | A     | Nicolas Napol     |
| 29 | Italia (bandiera)  | A     | Marcello Trotta   |
| 29 | Italia (bandiera)  | D     | Marco Migliorini  |
| 30 | Italia (bandiera)  | P     | Lorenzo Gioia     |

## Calciomercato

### Sessione estiva(dal 1º/7 al 31/8)
| Acquisti         | Acquisti            | Acquisti             | Acquisti                                          |
| R.               | Nome                | da                   | Modalità                                          |
| ---------------- | ------------------- | -------------------- | ------------------------------------------------- |
| P                | Tommaso Bianco      | Delta Porto Tolle    | definitivo                                        |
| P                | Daniel Offredi      | AlbinoLeffe          | definitivo                                        |
| D                | Davide Biraschi     | Grosseto             | definitivo                                        |
| D                | Marco Chiosa        | Torino               | prestito con diritto di riscatto                  |
| D                | Maxime Giron        | Chieti               | definitivo                                        |
| D                | Alessandro Ligi     | Bari                 | prestito con diritto di riscatto e controriscatto |
| D                | Constantin Nica     | Atalanta             | prestito con diritto di riscatto e controriscatto |
| D                | Milan Nitrianský    | Slavia Praga         | definitivo                                        |
| D                | Angelo Rea          | Varese               | definitivo                                        |
| D                | Simone Petricciuolo | Savoia               | fine prestito                                     |
| C                | Samuel Bastien      | Anderlecht           | prestito con diritto di riscatto                  |
| C                | Guido D’Attilio     | Aversa Normanna      | definitivo                                        |
| C                | Duilio Evangelista  | Aversa Normanna      | fine prestito                                     |
| C                | Davide Gavazzi      | Sampdoria            | definitivo                                        |
| C                | William Jidayi      | Juve Stabia          | definitivo                                        |
| C                | Rômulo Togni        | SPAL                 | fine prestito                                     |
| A                | Andrea Arrighini    | Pisa                 | fine prestito                                     |
| A                | Roberto Insigne     | Napoli               | prestito                                          |
| A                | Demiro Pozzebon     | L'Aquila             | fine prestito                                     |
| A                | Nicolas Napol       | Atalanta             | prestito con diritto di riscatto e controriscatto |
| A                | Francesco Tavano    | Empoli               | definitivo                                        |
| A                | Gennaro Tutino      | Napoli               | prestito con diritto di riscatto                  |
| Altre operazioni |                     |                      |                                                   |
| R.               | Nome                | da                   | Modalità                                          |
| P                | Davide Docente      | Pro Piacenza         | definitivo                                        |
| P                | Federico Tramontana | Lazio                | definitivo                                        |
| D                | Mario D'Acunzo      | Vivace Grottaferrata | definitivo                                        |
| D                | Mattia Nuzzacci     | Bologna              | prestito                                          |
| C                | Michele De Piano    |                      | definitivo                                        |
| C                | Francesco Iodice    | Melfi                | definitivo                                        |
| C                | Paolo Porro         | Trevigliese          | definitivo                                        |
| A                | Olindo Palma        | Europa               | definitivo                                        |
| A                | Stefano Passarello  | Scandicci            | prestito                                          |
| A                | Francesco Pesce     | Sarnese              | definitivo                                        |
| A                | Lorenzo Pizi        | Parma                | definitivo                                        |

| Cessioni         | Cessioni           | Cessioni   | Cessioni                         |
| R.               | Nome               | a          | Modalità                         |
| ---------------- | ------------------ | ---------- | -------------------------------- |
| P                | Alfred Gomis       | Torino     | fine prestito                    |
| P                | Andrea Bavena      |            | scadenza contratto               |
| D                | Alberto Almici     | Atalanta   | fine prestito                    |
| D                | Luca Bittante      | Fiorentina | definitivo                       |
| D                | Marco Chiosa       | Torino     | fine prestito                    |
| D                | Rodrigo Ely        | Milan      | scadenza contratto               |
| D                | Alessandro Fabbro  |            | scadenza contratto               |
| D                | Fabio Pisacane     | Cagliari   | definitivo                       |
| D                | Jherson Vergara    | Milan      | fine prestito                    |
| C                | Arnor Angeli       |            | scadenza contratto               |
| C                | Duilio Evangelista | Fondi      | prestito                         |
| C                | Attila Filkor      | Milan      | fine prestito                    |
| C                | Moussa Koné        | Atalanta   | fine prestito                    |
| C                | Paolo Regoli       | Pontedera  | fine prestito                    |
| C                | Alessandro Sbaffo  | Chievo     | fine prestito                    |
| A                | Andrea Arrighini   | Cosenza    | prestito con diritto di riscatto |
| A                | Gianmario Comi     | Milan      | fine prestito                    |
| A                | Demiro Pozzebon    | Lucchese   | definitivo                       |
| Altre operazioni |                    |            |                                  |
| R.               | Nome               | a          | Modalità                         |
| P                | Vincent Diouf      | Bra        | rinnovo prestito                 |
| A                | Domenico Cuomo     | Sampdoria  | definitivo                       |
| A                | Giuseppe Del Prete | Latina     | definitivo                       |

### Movimenti a stagione in corso
| Acquisti | Acquisti           | Acquisti | Acquisti                 |
| R.       | Nome               | da       | Modalità                 |
| -------- | ------------------ | -------- | ------------------------ |
| C        | Duilio Evangelista | Fondi    | fine prestito anticipato |

| Cessioni | Cessioni           | Cessioni | Cessioni   |
| R.       | Nome               | dal      | Modalità   |
| -------- | ------------------ | -------- | ---------- |
| D        | Milan Nitrianský   |          | svincolato |
| C        | Duilio Evangelista | Isernia  | prestito   |
| C        | Eros Schiavon      |          | svincolato |

### Sessione invernale(dal 4/1 all'1/2)
| Acquisti         | Acquisti              | Acquisti        | Acquisti                         |
| R.               | Nome                  | da              | Modalità                         |
| ---------------- | --------------------- | --------------- | -------------------------------- |
| D                | Marco Migliorini      | Juve Stabia     | definitivo                       |
| D                | Francesco Pisano      | Bolton          | prestito con diritto di riscatto |
| D                | Raffaele Pucino       | Chievo          | prestito                         |
| C                | Fabrizio Paghera      | Lanciano        | definitivo                       |
| C                | Alessandro Sbaffo     | Chievo          | definitivo                       |
| A                | João Silva            | Paços Ferreira  | definitivo                       |
| Altre operazioni |                       |                 |                                  |
| R.               | Nome                  | da              | Modalità                         |
| P                | Fall Arona            | Lavis           | definitivo                       |
| P                | Gabriele Gilberti     | Solofra         | prestito                         |
| A                | Luciano Arciello      | AltoVicentino   | prestito                         |
| A                | Francesco Battipaglia | Salernitana     | definitivo                       |
| A                | Michele Longo         | Aversa Normanna | prestito                         |
|                  | Antonio Pasquale      | San Tommaso     | definitivo                       |
|                  | Antonio Vecchione     | Benevento       | definitivo                       |
|                  | Luigi Villano         | Galazia         | definitivo                       |

| Cessioni         | Cessioni            | Cessioni    | Cessioni         |
| R.               | Nome                | a           | Modalità         |
| ---------------- | ------------------- | ----------- | ---------------- |
| D                | Maxime Giron        | Melfi       | prestito         |
| D                | Alessandro Ligi     | Bari        | rientro prestito |
| D                | Simone Petricciuolo | Melfi       | prestito         |
| C                | Rômulo Togni        |             | svincolato       |
| C                | Antonio Zito        | Salernitana | definitivo       |
| A                | Nicolas Napol       | Atalanta    | rientro prestito |
| A                | Mohamed Soumaré     | Melfi       | prestito         |
| A                | Marcello Trotta     | Sassuolo    | definitivo       |
| A                | Gennaro Tutino      | Napoli      | rientro prestito |
| Altre operazioni |                     |             |                  |
| R.               | Nome                | a           | Modalità         |

## Risultati

### Serie B

#### Girone di andata
| Arbitro: | Chiffi (Padova) |

|                                       |           |            |
| Gabionetta 12’, 56’ Troianiello 90+5’ | Marcatori | 15’ Trotta |

| Arbitro: | Serra (Torino) |

|                       |           |  |
| Jidayi 77’ Mokulu 84’ | Marcatori |  |

| Arbitro: | Baracani (Firenze) |

|                        |           |           |
| Sau 29’ Melchiorri 53’ | Marcatori | 84’ Arini |

| Avellino 22 settembre 2015, ore 20:30 CEST 4ª giornata | Avellino          | 0 – 0 referto | Novara | Stadio Partenio-Adriano Lombardi (7 000 spett.)\| Arbitro: \| Martinelli (Roma) \| |
| Arbitro:                                               | Martinelli (Roma) |               |        |                                                                                    |

| Arbitro: | Sacchi (Macerata) |

|                         |           |                |
| Defendi 12’ De Luca 69’ | Marcatori | 27’ R. Insigne |

| Arbitro: | Saia (Palermo) |

|            |           |                                                         |
| Trotta 25’ | Marcatori | 19’ Gatto 33’ (rig.) Galano 45’ Raičević 54’ Giacomelli |

| Arbitro: | Minelli (Varese) |

|                 |           |            |
| Comi 54’ (rig.) | Marcatori | 22’ Trotta |

| Arbitro: | Abbattista (Molfetta) |

|                                  |           |                           |
| Arini 3’ Insigne 48’ Bastien 64’ | Marcatori | 40’ Geijo 54’, 58’ Kupisz |

| Arbitro: | Pezzuto (Lecce) |

|          |           |            |
| Nenê 79’ | Marcatori | 41’ Jidayi |

| Arbitro: | Marini (Roma) |

|                                   |           |  |
| Mokulu 39’ Tavano 41’ Gavazzi 48’ | Marcatori |  |

| Arbitro: | Di Paolo (Avezzano) |

|  |           |                             |
|  | Marcatori | 4’ Mokulu 71’, 90+5’ Trotta |

| Arbitro: | Nasca (Bari) |

|                                      |           |                |
| Zampano 43’ F. Ricci 60’ Budimir 77’ | Marcatori | 83’ R. Insigne |

| Arbitro: | Aureliano (Bologna) |

|                           |           |             |
| Mokulu 7’, 45’ Trotta 50’ | Marcatori | 24’ Dumitru |

| Arbitro: | Ros (Pordenone) |

|                                           |           |                     |
| Memushaj 38’ (rig.) Verre 52’ Caprari 78’ | Marcatori | 62’ Zito 90’ Mokulu |

| Arbitro: | Manganiello (Pinerolo) |

|             |           |                             |
| Gavazzi 36’ | Marcatori | 49’ Di Carmine 65’ Parigini |

| Arbitro: | Pinzani (Empoli) |

|                        |           |              |
| Coronado 39’ Citro 75’ | Marcatori | 69’ D'Angelo |

| Arbitro: | Rapuano (Rimini) |

|              |           |  |
| D'Angelo 56’ | Marcatori |  |

| Arbitro: | Pezzuto (Lecce) |

|                                      |           |                                     |
| Arini 56’ Tavano 83’ L. Castaldo 87’ | Marcatori | 44’ (rig.) Piccolo 50’ Di Francesco |

| Arbitro: | La Penna (Roma) |

|  |           |                |
|  | Marcatori | 53’ Nitrianský |

| Arbitro: | Sacchi (Macerata) |

|                           |           |  |
| Trotta 4’ L. Castaldo 86’ | Marcatori |  |

| Arbitro: | Abisso (Palermo) |

|           |           |                             |
| Đurić 13’ | Marcatori | 53’ Bastien 63’ L. Castaldo |

#### Girone di ritorno
| Arbitro: | Nasca (Bari) |

|            |           |  |
| Trotta 74’ | Marcatori |  |

| Arbitro: | Pairetto (Nichelino) |

|                |           |              |
| Belingheri 64’ | Marcatori | 90+1’ Mokulu |

| Arbitro: | Pinzani (Empoli) |

|           |           |                      |
| Mokulu 5’ | Marcatori | 11’ Munari 78’ Cerri |

| Arbitro: | La Penna (Roma) |

|                                                   |           |             |
| Nadarević 18’ Evacuo 35’, 37’ González 43’ (rig.) | Marcatori | 65’ Gavazzi |

| Arbitro: | Manganiello (Pinerolo) |

|             |           |             |
| Insigne 68’ | Marcatori | 19’ Maniero |

| Vicenza 20 febbraio 2016, ore 15:00 CET 27ª giornata | Vicenza             | 0 – 0 referto | Avellino | Stadio Romeo Menti\| Arbitro: \| Aureliano (Bologna) \| |
| Arbitro:                                             | Aureliano (Bologna) |               |          |                                                         |

| Arbitro: | Rapuano (Rimini) |

|                       |           |             |
| Tavano 43’ Mokulu 60’ | Marcatori | 59’ Vergara |

| Arbitro: | Candussio (Cervignano del Friuli) |

|                     |           |  |
| Ant. Caracciolo 36’ | Marcatori |  |

| Arbitro: | Chiffi (Padova) |

|  |           |              |
|  | Marcatori | 48’ Acampora |

| Arbitro: | Saia (Palermo) |

|                           |           |                                                       |
| Jankto 24’ Cacia 40’, 43’ | Marcatori | 11’, 16’ Mokulu 63’ R. Insigne 87’ (rig.) L. Castaldo |

| Arbitro: | Ros (Pordenone) |

|  |           |                   |
|  | Marcatori | 50’, 67’ Ceravolo |

| Avellino 26 marzo 2016, ore 15:00 CEST 33ª giornata | Avellino               | 0 – 0 referto | Crotone | Stadio Partenio - Adriano Lombardi (6 500 spett.)\| Arbitro: \| Manganiello (Pinerolo) \| |
| Arbitro:                                            | Manganiello (Pinerolo) |               |         |                                                                                           |

| Arbitro: | Sacchi (Macerata) |

|                                          |           |  |
| Mariga 30’ Boakye 45+4’ L.A. Scaglia 61’ | Marcatori |  |

| Arbitro: | Ghersini (Genova) |

|                 |           |                                      |
| L. Castaldo 50’ | Marcatori | 34’ Caprari 62’ Lapadula 75’ Mitriță |

| Arbitro: | Ripa (Nocera Inferiore) |

|                          |           |  |
| Aguirre 13’ Belmonte 60’ | Marcatori |  |

| Arbitro: | Candussio (Cervignano del Friuli) |

|                 |           |                                        |
| L. Castaldo 78’ | Marcatori | 5’ Eramo 52’ Scognamiglio 74’ Petković |

| Arbitro: | Rapuano (Rimini) |

|              |           |                 |
| F. Rossi 80’ | Marcatori | 83’ L. Castaldo |

| Arbitro: | Martinelli (Roma) |

|              |           |                           |
| Salviato 27’ | Marcatori | 13’ Mokulu 22’ João Silva |

| Arbitro: | Marini (Roma) |

|              |           |          |
| D'Angelo 11’ | Marcatori | 6’ Basha |

| Arbitro: | Nasca (Bari) |

|                                             |           |  |
| Staiti 12’ Masucci 34’ Palermo 37’ Sini 63’ | Marcatori |  |

| Arbitro: | La Penna (Roma) |

|           |           |                |
| Arini 13’ | Marcatori | 11’, 61’ Falco |

### Coppa Italia
| Arbitro: | Nasca (Bari) |

|                                  |           |  |
| Tavano 34’ Mokulu 72’ Trotta 77’ | Marcatori |  |

| Arbitro: | Gavillucci (Latina) |

|                           |           |            |
| L. Rigoni 53’ Quaison 61’ | Marcatori | 60’ Trotta |

## Statistiche

### Statistiche di squadra
| Competizione | Punti       | In casa | In casa | In casa | In casa | In casa | In casa | In trasferta | In trasferta | In trasferta | In trasferta | In trasferta | In trasferta | Totale | Totale | Totale | Totale | Totale | Totale | D.R |
| Competizione | Punti       | G       | V       | N       | P       | Gf      | Gs      | G            | V            | N            | P            | Gf           | Gs           | G      | V      | N      | P      | Gf     | Gs     | D.R |
| ------------ | ----------- | ------- | ------- | ------- | ------- | ------- | ------- | ------------ | ------------ | ------------ | ------------ | ------------ | ------------ | ------ | ------ | ------ | ------ | ------ | ------ | --- |
| Serie B      | 49          | 21      | 8       | 5       | 8       | 28      | 28      | 21           | 5            | 5            | 11           | 24           | 38           | 42     | 13     | 10     | 19     | 52     | 66     | -14 |
| Coppa Italia | terzo turno | 1       | 1       | 0       | 0       | 3       | 0       | 1            | 0            | 0            | 1            | 1            | 2            | 2      | 1      | 0      | 1      | 4      | 2      | +2  |
| Totale       | 49          | 22      | 9       | 5       | 8       | 31      | 28      | 22           | 5            | 5            | 10           | 25           | 40           | 44     | 14     | 8      | 20     | 56     | 68     | -12 |

### Andamento in campionato
| Giornata  | 1  | 2  | 3  | 4  | 5  | 6  | 7  | 8  | 9  | 10 | 11 | 12 | 13 | 14 | 15 | 16 | 17 | 18 | 19 | 20 | 21 | 22 | 23 | 24 | 25 | 26 | 27 | 28 | 29 | 30 | 31 | 32 | 33 | 34 | 35 | 36 | 37 | 38 | 39 | 40 | 41 | 42 |
| --------- | -- | -- | -- | -- | -- | -- | -- | -- | -- | -- | -- | -- | -- | -- | -- | -- | -- | -- | -- | -- | -- | -- | -- | -- | -- | -- | -- | -- | -- | -- | -- | -- | -- | -- | -- | -- | -- | -- | -- | -- | -- | -- |
| Luogo     | T  | C  | T  | C  | T  | C  | T  | C  | T  | C  | T  | T  | C  | T  | C  | T  | C  | C  | T  | C  | T  | C  | T  | C  | T  | C  | T  | C  | T  | C  | T  | C  | C  | T  | C  | T  | C  | T  | T  | C  | T  | C  |
| Risultato | P  | V  | P  | N  | P  | P  | N  | N  | N  | V  | V  | P  | V  | P  | P  | P  | V  | V  | V  | V  | V  | V  | N  | P  | P  | N  | N  | V  | P  | P  | V  | P  | N  | P  | P  | P  | P  | N  | V  | N  | P  | P  |
| Posizione | 16 | 12 | 15 | 15 | 18 | 21 | 19 | 21 | 21 | 17 | 10 | 16 | 12 | 16 | 16 | 18 | 16 | 14 | 10 | 9  | 8  | 7  | 7  | 8  | 8  | 10 | 10 | 10 | 10 | 12 | 12 | 12 | 12 | 12 | 12 | 12 | 13 | 13 | 13 | 13 | 13 | 14 |

Legenda:

Luogo: C = Casa; T = Trasferta. Risultato: V = Vittoria; N = Pareggio; P = Sconfitta.

### Statistiche dei giocatori
Sono in corsivo i calciatori che hanno lasciato la società a stagione in corso.
| Giocatore       | Serie B  | Serie B | Serie B     | Serie B    | Coppa Italia | Coppa Italia | Coppa Italia | Coppa Italia | Totale   | Totale | Totale      | Totale     |
| Giocatore       | Presenze | Reti    | Ammonizioni | Espulsioni | Presenze     | Reti         | Ammonizioni  | Espulsioni   | Presenze | Reti   | Ammonizioni | Espulsioni |
| --------------- | -------- | ------- | ----------- | ---------- | ------------ | ------------ | ------------ | ------------ | -------- | ------ | ----------- | ---------- |
| M. Arini        | 36       | 4       | 11          | 1          | 2            | 0            | 0            | 0            | 38       | 4      | 11          | 1          |
| S. Bastien      | 31       | 2       | 1           | 0          | -            | -            | -            | -            | 31       | 2      | 1           | 0          |
| T. Bianco       | 1        | -2      | 0           | 0          | -            | -            | -            | -            | 1        | -2     | 0           | 0          |
| D. Biraschi     | 32       | 0       | 8           | 1          | 2            | 0            | 1            | 0            | 34       | 0      | 9           | 1          |
| L. Castaldo     | 23       | 7       | 3           | 0          | -            | -            | -            | -            | 23       | 7      | 3           | 0          |
| M. Chiosa       | 28       | 0       | 4           | 0          | -            | -            | -            | -            | 28       | 0      | 4           | 0          |
| A. D'Angelo     | 27       | 3       | 4           | 1          | -            | -            | -            | -            | 27       | 3      | 4           | 1          |
| G. D'Attilio    | 7        | 0       | 1           | 0          | -            | -            | -            | -            | 7        | 0      | 1           | 0          |
| M. Dioum        | 0        | 0       | 0           | 0          | -            | -            | -            | -            | 0        | 0      | 0           | 0          |
| P. Frattali     | 39       | -58     | 4           | 0          | 2            | -2           | 1            | 0            | 41       | -60    | 5           | 0          |
| D. Gavazzi      | 31       | 3       | 3           | 0          | 2            | 0            | 1            | 0            | 33       | 3      | 4           | 0          |
| L. Gioia        | 0        | -0      | 0           | 0          | -            | -            | -            | -            | 0        | -0     | 0           | 0          |
| M. Giron        | 11       | 0       | 1           | 0          | -            | -            | -            | -            | 11       | 0      | 1           | 0          |
| R. Insigne      | 33       | 5       | 7           | 0          | 1            | 0            | 0            | 0            | 34       | 5      | 7           | 0          |
| W. Jidayi       | 35       | 2       | 6           | 0          | 2            | 0            | 0            | 0            | 37       | 2      | 6           | 0          |
| A. Ligi         | 14       | 0       | 2           | 0          | 1            | 0            | 0            | 0            | 15       | 0      | 2           | 0          |
| M. Migliorini   | 4        | 0       | 1           | 0          | -            | -            | -            | -            | 4        | 0      | 1           | 0          |
| B. Mokulu       | 35       | 12      | 6           | 0          | 2            | 1            | 0            | 0            | 37       | 13     | 6           | 0          |
| N. Napol        | 2        | 0       | 0           | 0          | -            | -            | -            | -            | 2        | 0      | 0           | 0          |
| C. Nica         | 22       | 0       | 12          | 0          | -            | -            | -            | -            | 22       | 0      | 12          | 0          |
| M. Nitriansky   | 9        | 1       | 1           | 0          | 2            | 0            | 0            | 0            | 11       | 1      | 1           | 0          |
| D. Offredi      | 2        | -6      | 0           | 0          | -            | -            | -            | -            | 2        | -6     | 0           | 0          |
| F. Paghera      | 16       | 0       | 8           | 1          | -            | -            | -            | -            | 16       | 0      | 8           | 1          |
| S. Petricciuolo | 2        | 0       | 0           | 0          | -            | -            | -            | -            | 2        | 0      | 0           | 0          |
| F. Pisano       | 13       | 0       | 5           | 0          | -            | -            | -            | -            | 13       | 0      | 5           | 0          |
| D. Pozzebon     | -        | -       | -           | -          | 1            | 0            | 0            | 0            | 1        | 0      | 0           | 0          |
| R. Pucino       | 13       | 0       | 3           | 1          | -            | -            | -            | -            | 13       | 0      | 3           | 1          |
| A. Rea          | 14       | 0       | 5           | 1          | 2            | 0            | 1            | 0            | 16       | 0      | 6           | 1          |
| A. Sbaffo       | 11       | 0       | 3           | 1          | -            | -            | -            | -            | 11       | 0      | 3           | 1          |
| E. Schiavon     | -        | -       | -           | -          | 1            | 0            | 0            | 0            | 1        | 0      | 0           | 0          |
| J. Silva        | 9        | 1       | 1           | 0          | -            | -            | -            | -            | 9        | 1      | 1           | 0          |
| M. Soumaré      | 3        | 0       | 0           | 0          | 1            | 0            | 0            | 0            | 4        | 0      | 0           | 0          |
| F. Tavano       | 22       | 3       | 1           | 0          | 2            | 1            | 0            | 0            | 24       | 4      | 1           | 0          |
| M. Trotta       | 20       | 8       | 1           | 0          | 2            | 2            | 0            | 0            | 22       | 10     | 1           | 0          |
| G. Tutino       | 0        | 0       | 0           | 0          | -            | -            | -            | -            | 0        | 0      | 0           | 0          |
| E. Ventola      | 1        | 0       | 0           | 0          | -            | -            | -            | -            | 1        | 0      | 0           | 0          |
| P. Visconti     | 29       | 0       | 5           | 0          | 2            | 0            | 0            | 0            | 31       | 0      | 5           | 0          |
| A. Zito         | 12       | 1       | 4           | 0          | 1            | 0            | 0            | 0            | 13       | 1      | 4           | 0          |